# Force India
Force India Formula One Team Limited, kendt som Force India var et Formel 1-team som blev stiftet i oktober 2007.
Force India ejeren Vijay Mallya blev tvunget til at sælge holdet i løbet af 2018 sæsonen da han ikke kunne tilbagebetale lån. Holdet blev købt af Lawrence Stroll. Holdet konkurrerede som Racing Point Force India for resten af 2018 sæsonen. Efter sæsonen ophørte holdet, op blev erstattet af Racing Point F1 Team.

## Sæsoner

### 2008
Force India debuterede i Australiens Grand Prix i 2008 med Adrian Sutil og Giancarlo Fisichella bag rattet. De kørte en opdateret version af Spyker F8-VIIB-chassiset med Ferrari-motorer og døbt Force India VJM01. Holdets reservekører var Vitantonio Liuzzi.

### 2009
Force India beholdt de samme kørere til 2009-sæsonen. Deres Force India VJM02 var drevet af Mercedes-Benz motorer efter de havde underskrevet en femårig aftale den 10. november 2008. Aftalen indeholdt også en levering af McLaren-Mercedes gearkasser, hydrauliske systemer og KERS-funktionen. 
Bilen blev afsløret den 1. marts 2009. Det var den første Force India-bil der fik point, pole position og hurtigste omgang på Belgiens Grand Prix 2009. Løbet blev vundet af Ferraris Kimi Räikkönen. Efter 29 løb uden point fik de deres første point og podieplacering, da Giancarlo Fisichella fik en andenplads i Belgien i 2009.

### 2010
I 2010-sæsonen var Force Indias kørere Adrian Sutil og Vitantonio Liuzzi. Liuzzi havde kontrakt til at køre for Force India i 2011, men han blev erstattet af briteren Paul di Resta.

### 2011
Den 26. januar 2011 meddelte holdet, at reservekøreren Paul di Resta ville blive forfremmet i 2011-sæsonen til at være partner med Adrian Sutil. Holdet lancerede deres nye bil, VJM04, den 8. februar 2011 via online.

### 2012
I 2012-sæsonen beholdt Force India Paul di Resta og erstattede Adrian Sutil med deres reservekører fra 2011, Nico Hülkenberg. Jules Bianchi blev holdets reservekører og deltog i fredagstræningen. Holdets bil, VJM05, blev lanceret på Silverstone den 3. februar. Force India sluttede sæsonen med 109 point.

### 2013
I 2013-sæsonen stod Paul di Resta forrest for tredje år i træk. Adrian Sutil vendte tilbage til holdets line-up og erstattede Nico Hülkenberg. Teamets nye bil, VJM06, blev lanceret den 1. februar 2013 i holdets base nær Silverstone Circuit.
Efter 2013 var de to ikke annonceret som Force India's kørere for 2014: di Resta vendte tilbage til DTM og Sutil kom til Sauber.

### 2014
I 2014-sæsonen var det Nico Hülkenberg og Sergio Pérez, der kørte for teamet. Pérez fik sin første podieplacering i Bahrain, den første podieplacering siden 2009, og Pérez fik sin første podieplacering siden Italien i 2012.

### 2015
I 2015-sæsonen var det Hülkenberg og Pérez der kørte for teamet. Det blev hidtil bedste sæson, de var 5. plads på konstruktørmesterskabet.

### 2016
Force India fortsatte deres fremgang, og kom på fjerdepladsen i konstruktørmesterskabet.

### 2017
Force India kom igen på fjerdepladsen i 2017.

### 2018
Holdet blev diskvalificeret efter 12 runde på grund af ejeren ikke kunne betale sin lån, og holdet var endt i administration. Holdet blev købt af Lawrence Stroll, og ændrede navn til Racing Point Force India.

## Kørere og resultater
| År   | Navn                                                                            | No. | Kørere               | Point | Placering        |
| ---- | ------------------------------------------------------------------------------- | --- | -------------------- | ----- | ---------------- |
| 2008 | Force India Formula One Team                                                    | 20. | Adrian Sutil         | 0     | 10. plads        |
| 2008 | Force India Formula One Team                                                    | 21. | Giancarlo Fisichella | 0     | 10. plads        |
| 2009 | Force India Formula One Team                                                    | 20. | Adrian Sutil         | 13    | 9. plads         |
| 2009 | Force India Formula One Team                                                    | 21. | Giancarlo Fisichella | 13    | 9. plads         |
| 2009 | Force India Formula One Team                                                    | 21. | Vitantonio Liuzzi    | 13    | 9. plads         |
| 2010 | Force India Formula One Team                                                    | 14. | Adrian Sutil         | 68    | 7. plads         |
| 2010 | Force India Formula One Team                                                    | 15. | Vitantonio Liuzzi    | 68    | 7. plads         |
| 2011 | Force India Formula One Team (1–15) Sahara Force India Formula One Team (16–19) | 14. | Adrian Sutil         | 69    | 6. plads         |
| 2011 | Force India Formula One Team (1–15) Sahara Force India Formula One Team (16–19) | 15. | Paul di Resta        | 69    | 6. plads         |
| 2012 | Sahara Force India F1 Team                                                      | 11. | Paul di Resta        | 109   | 7. plads         |
| 2012 | Sahara Force India F1 Team                                                      | 12. | Nico Hülkenberg      | 109   | 7. plads         |
| 2013 | Sahara Force India F1 Team                                                      | 14. | Paul di Resta        | 77    | 6. plads         |
| 2013 | Sahara Force India F1 Team                                                      | 15. | Adrian Sutil         | 77    | 6. plads         |
| 2014 | Sahara Force India F1 Team                                                      | 11. | Sergio Pérez         | 155   | 6. plads         |
| 2014 | Sahara Force India F1 Team                                                      | 27. | Nico Hülkenberg      | 155   | 6. plads         |
| 2015 | Sahara Force India F1 Team                                                      | 11. | Sergio Pérez         | 136   | 5. plads         |
| 2015 | Sahara Force India F1 Team                                                      | 27. | Nico Hülkenberg      | 136   | 5. plads         |
| 2016 | Sahara Force India F1 Team                                                      | 11. | Sergio Pérez         | 173   | 4. plads         |
| 2016 | Sahara Force India F1 Team                                                      | 27. | Nico Hülkenberg      | 173   | 4. plads         |
| 2017 | Sahara Force India F1 Team                                                      | 11. | Sergio Pérez         | 187   | 4. plads         |
| 2017 | Sahara Force India F1 Team                                                      | 27. | Esteban Ocon         | 187   | 4. plads         |
| 2018 | Sahara Force India F1 Team                                                      | 11. | Sergio Pérez         | 0     | Diskvalificeret. |
| 2018 | Sahara Force India F1 Team                                                      | 27. | Esteban Ocon         | 0     | Diskvalificeret. |
| 2018 | Racing Point Force India                                                        | 11. | Sergio Pérez         | 52    | 7. plads         |
| 2018 | Racing Point Force India                                                        | 27. | Esteban Ocon         | 52    | 7. plads         |